# CS Весов
CS Весов (лат. CS Librae) — одиночная переменная звезда в созвездии Весов на расстоянии приблизительно 38356 световых лет (около 11760 парсеков) от Солнца. Видимая звёздная величина звезды — от +16,5m до +15,4m.

## Характеристики
CS Весов — пульсирующая переменная звезда типа RR Лиры (RR).